# Германи
Германите са група исторически народи и племена от индоевропейски произход, населявали Западна, Северна и Североизточна Европа от античността до късното средновековие. Германите говорели сродни диалекти на един и същ старогермански език, имали сходна митология (виж нордическа митология) и легенди. При липсата на мащабно държавно обединение и както било характерно за народите в родово-общинна фаза на обществено развитие, германите живеели свободно, по племена и родове, предвождани от свои племенни старейшини или крале.

## Произход
По неоспорими данни германите са индоевропейска народност. И археологията, и лингвистиката потвърждават сигурно присъствие на прагерманска култура в Северозападна Германия и Южна Скандинавия още в късната Бронзова епоха (1000 – 500 г. пр.н.е.). Това се потвърждава и от липсата на предгермански топоними по тези места. Специфични черти на прагерманската бронзова култура са малките независими родови селища и икономика тясно свързана със скотовъдството.
Лингвистите, които се занимават с изследването на германските езици, наричат езика на тези прагермански общности прагермански и го определят като обособен клон на индоевропейското езиково семейство. Той е най-тясно свързан с балто-славянската езикова група, с която вероятно е съставлявал езикова общност в периода 2000 – 1000 г. пр.н.е.

## Миграции
През V век, с отслабването и края на Римската империя, множество германски племена предприели масови миграции в различни посоки, достигайки до Англия, Русия, Крим, Балканите, Испания и дори Тунис. С напредването на времето все повече племена се раздвижвали и с това незаетите земи намалявали, което довело до войни за територия. В резултат номадският начин на живот бил изоставен. Започнали да се строят укрепени племенни селища, които под водачеството на местни крале се борели за влияние. Победителите налагат начина си на живот над победените, но и сами възприемат елементи от тяхната култура. С това е поставено началото на ранногерманските народности и политически обединения. Така например в днешна Дания ютите се слели с даните, в Швеция геатите се слели със свеите, а в Англия – англите със саксите.

## Християнизация
Остготите, вестготите и вандалите били християнизирани още преди да навлязат в териториите на Римската империя, което е причината те да приемат не традиционното християнство, а арианството (християнска секта). Важен готски паметник е преводът на Библията на готски език от епископ Улфила, който започнал покръстването на готите (тогава обитавали крайдунавските земи на днешна България и Румъния). Други племена, като лангобардите, били християнизирани едва когато навлезли в Империята, но също така станали ариани, приемайки християнството от другите германски племена.
Във втората половина на първото хилядолетие разпространението и налагането на християнството има съществена политическа стойност. В борбата за контрол над наследството на Римската империя много народи губят влияние, ако са нехристиянски и културата им се свързва с тази на разрушителите на Рим. Поради това стремежът към Империя налага покръстване и налагане на схоластични практики, тъй като християнството удобно обяснява и обслужва монархизма. Така например франките са покръстени от езичеството директно в католицизъм и като първа своя християнска задача го налагат над братовчедите си сакси в Северна Германия, чрез което Карл Велики създава Европейска империя.

## Германски народи
През първото хилядолетие на Новата ера германските племена и жизненото им пространство са разглеждани като варварска заплаха за Римската империя. Към езиковокултурната група спадат следните родови общини и племена:
- алемани
- амброни
- ампсивари
- англи
- ангриварии
- батави
- бавари
- бруктери
- бургунди
- канинефати
- хамави
- хатуари
- хавки
- херуски
- хати
- дани
- дулгубни
- фоси
- франки
- фризи
- геати
- гепиди
- готи
- харии
- хелизи
- хелвети
- херули
- хермундури
- ингевони
- херминони
- иствеони
- юти
- кимври[1]
- лемови
- лангобарди
- луги
- маними
- маркомани
- маробуди
- матиаки
- наарвали
- немети
- няри
- квади
- руги
- сакси
- сцири
- семнони
- ситони
- свеби
- свеи
- свиони
- сугамбри
- тенктери
- тевтони
- тревири
- трибоки
- тудри
- уби
- узипети
- вандали
- варни

Днес народи с германски културен произход са:
- австрийци
- англичани
- африканери
- датчани
- елзасци
- исландци
- немци
- нидерландци
- норвежци
- фарьорци
- фламандци
- фризи
- французи
- шведи
- швейцарски немци
- южнотиролци